# Roberto Cavalli
Roberto Cavalli (Firenze, 15 novembre 1940 – Firenze, 12 aprile 2024) è stato uno stilista italiano, fondatore dell'omonima casa di moda fiorentina.

## Biografia
Suo nonno, Giuseppe Rossi, fu un pittore macchiaiolo, con opere esposte nella Galleria degli Uffizi di Firenze. Suo padre Giorgio fu fucilato nel 1944 dai militari della Divisione Hermann Göring, in Italia nota per la drammatica serie di eccidi di civili compiuti lungo l'intera penisola e nel caso di Giorgio l'eccidio conosciuto come la strage di Cavriglia.
Cavalli studiò presso l'Istituto statale d'arte di Firenze, scegliendo come specializzazione le applicazioni tessili della pittura.
Nei primi anni settanta brevettò un procedimento di stampa su pelle e cominciò a creare patchwork di materiali e colori. Hermès e Pierre Cardin furono tra i primi a interessarsi ai suoi lavori. Nel 1970 presentò al Salon du Prêt-à-Porter di Parigi la prima collezione col proprio nome. Portò sulle passerelle della Sala Bianca di Palazzo Pitti, e poi su quelle di Milano Collezioni, le sue collezioni: jeans di denim stampato, fatti di intarsi di pelle, broccati e stampe animalier. Nel 1972 aprì la sua prima boutique a Saint-Tropez.
All'inizio degli anni novanta, dopo un periodo dedicato alla famiglia e all'allevamento di cavalli da corsa, tornò a occuparsi di moda con la seconda moglie. La prima sfilata ufficiale del nuovo corso si tenne a Milano nel 1994: Cavalli presentò jeans invecchiati con un trattamento a getto di sabbia. A dicembre dello stesso anno aprì una boutique a Saint Barth, nei Caraibi Francesi, e poi a Venezia e ancora a Saint-Tropez. Già alla fine anni novanta, il marchio arrivò ad essere distribuito in 36 nazioni.
Accanto alla collezione Roberto Cavalli, vennero creati i marchi RC Menswear, e poi la linea giovane Just Cavalli, lanciata nel 1998, comprendente ad oggi abbigliamento uomo e donna, accessori, occhiali da sole, orologi, profumi, biancheria intima e costumi da bagno. Cavalli firmò inoltre la linea di abiti per adolescenti Angels & Devils, la linea Class, due collezioni di underwear, scarpe, occhiali, orologi e profumi.
Nel 2002 inaugurò la prima boutique-café a Firenze. A Milano aprì poi il Just Cavalli Café di Torre Branca, e una boutique in via della Spiga. Nel 2007 Cavalli disegnò una linea per H&M che venne messa in vendita l'8 novembre dello stesso anno. Sette anni più tardi, Roberto Cavalli inaugurò i suoi primi Flagship store a Parigi e Las Vegas, dopo aver aperto uno showroom in Giappone.
Tra le personalità che furono testimonial di Cavalli vi furono Rita Ora, Jessica Stam, Eva Riccobono, Laetitia Casta, Natasha Poly, Mariacarla Boscono, Karen Elson, Karolína Kurková.
Il 18 giugno 2013 ricevette una laurea honoris causa in Fashion Management dalla Domus Academy di Milano, dove tenne una lezione magistrale al termine della cerimonia.
Cavalli morì nella sua casa di Firenze il 12 aprile 2024 all'età di 83 anni dopo una lunga malattia. I funerali furono celebrati due giorni dopo, nella basilica di San Miniato al Monte a Firenze. Lo stilista venne sepolto all'interno della cappella di famiglia presso il cimitero delle Porte Sante.

## Vita privata
Poco più che ventenne sposò Silvanella Giannoni, la prima moglie, ma il matrimonio durò poco e dopo un tradimento la coppia si separò. Nel 1980 Roberto Cavalli sposò in seconde nozze Eva Maria Düringer, seconda classificata a Miss Universo tre anni prima,, divenuta poi la sua principale collaboratrice sul lavoro, anche dopo il loro divorzio.
Cavalli ebbe sei figli; Tommaso e Cristiana nacquero dal suo primo matrimonio mentre Robert, Rachele e Daniele dalle seconde nozze. L'8 marzo 2023 nacque infine Giorgio, il sesto figlio, avuto con la compagna svedese Sandra Bergman Nilsson, chiamato come il padre dello stilista.